# Abbaye Saint-Remy et Saint-Georges de Villers-Cotterêts
L'abbaye Saint-Remy et Saint-Georges de Villers-Cotterêts est une abbaye de bénédictines en activité entre 1634 et 1790. Elle était située à Villers-Cotterêts, dans le département français de l'Aisne.

## Historique

### Prieuré de Saint-Georges
Valbert, abbé de Luxeuil, envoi quelques moines pour construire un prieuré à Villers-Saint-Georges. Charles le Chauve donne une partie du village de Villers-Cotterêts à l'abbaye Notre-Dame de Soissons et certains privilèges aux bénédictins de Saint-Georges comme les droits d’usage et de panage en forêt. 
Le concile régional de Meaux de 1082 a pour effet de mettre le prieuré sous la dépendance de l’Abbaye de la Chaise-Dieu. Raoul Ier de Vermandois augmente les revenus du monastère en donnant des rentes sur ses fermes ou granges. En 1137, il confirme la jouissance de la forêt du tréfonds de Saint-Georges, le droit de chauffage et de panage en foret, et le droit de justice.
En août 1237, le monastère est complètement incendié et détruit par la foudre.
Saint-Georges est presque abandonné au début du XVIIe siècle.

### Abbaye Saint-Remy et Saint-Georges
Une Bulle papale du 16 février 1622 accepte le transfert des bénédictines de l'abbaye de Saint-Remi de Senlis dont le monastère a été détruit en 1589 dans le prieuré de Villers-Cotterêts, dépendance de la Chaise-Dieu, alors réduite en simple bénéfice. Dès 1632, l’aide du roi et de la reine, et de nombreux
secours extérieurs permettent de restaurer les bâtiments. Deux ans plus tard, le monastère accueillent vingt dames de chœur et huit converses, en plus de l’abbesse.
Le 13 février 1790, l'Assemblée constituante prononce l'abolition des vœux monastiques et la suppression des congrégations religieuses; Les bénédictines restantes quittent l'abbaye, fin 1790, qui est vendu, comme bien national

## Religieuses et religieux

### Prieurs de Saint-Georges
- 1170 : Arnould Goyart

### Abbesses de Saint-Remy
Les abbesses sont appelées Madame.
- 1635-1641 : Catherine Dolu, première abbesse de Saint-Remy, fille de François Dolo, marquis de Dampierre, conseiller du roi et président en la chambre des comptes à Paris.
- -1678 : de Lionne, fille ou sœur d’un ministre de Louis XIII
- 1678-1707: Marie-Henriette de Fienne, abbesse de l'abbaye de Voisins (1669-1678).
- 1707-1727 :Louise-Émilie de La Tour d'Auvergne, devient abbesse de l'abbaye de Montmartre (1727-1735)
- 1728-1755 : Charlotte de Montgault de Nersac (1657-†1765)
- -1775 : Marie-Armande Elisabeth de Chanut
- -1781 : Jeanne Eléonore Desrigny
- 1781-1791 : Charlotte-Elisabeth du Prat de Barbançon, fille de Augustin Duprat de Barbançon, député à l'Assemblée constituante de 1789.

### Prieures
En cas de vacance du siège ou d'absence de l'abbesse, les affaires de la communauté sont gérées au nom du monastère, soit par la trésorière, soit par la prieure.
- 1632 : Catherine des Couture.

## Sceaux
Le sceau du prieur de l'établissement religieux dit prieuré Saint-Georges de Villers-les-Moines, fut retrouvé par les équipes de l'Inrap lors des fouilles entreprises de mai 2020 à mars 2023. Cet objet est une matrice du sceau de 3 cm de diamètre qui était dans une poche à charbon dans la grande salle du logis.
Il est possible que le prieur ait exercé au château les fonctions de chapelain[réf. incomplète].

## Patrimoine foncier
Les religieux possédaient toute une partie de Villers-Cotterêts, maisons et terres qui rapportent des loyers, cens et surcens, comme une partie de la forêt appelée Tréfonds de Saint-Georges ; la ferme de Saint-Rémy, la ferme de Pisseleux, de la Chapelle aux Auvergnats à Vauciennes, la ferme de Saint-Robert, à Epaux-Bézu, de Belle-Fontaine (Bourgfontaine) ; des terres à Braye et Brasseuse, à Villeneuve-sous-Dammartin, leur maison de Senlis.